# Minaria inconspicua
Minaria inconspicua là một loài thực vật có hoa trong họ La bố ma. Loài này được (Rapini) Rapini mô tả khoa học đầu tiên năm 2006.